# كلية قلنديا للتدريب المهني
كلية قلنديا للتدريب المهني مؤسسة تابعة لوكالة الغوث الدولية في فلسطين، تقع بين مدينتي رام الله والقدس، قرب مخيم قلنديا. تأسست في العام 1953. الكلية متخصصة بتقديم دورات في التدريب المهني للانخراط في السوق المحلي. يستفيد منها جميع الطلاب المناسبين من كافة المخيمات الفلسطينية، وهي تقدّم شهادة دبلوم مهني في أي كل من مجالات: الكهرباء، الميكانيكا والتدفئة والبناء.

## التاريخ
تأسست الكلية على مساحة 88 دونمًا شمالي القدس، مقابل مخيم قلنديا للاجئين. منذ إنشائها، لعبت دورًا محوريًا في تقديم التعليم المهني للشباب الفلسطيني، خاصة أولئك القادمين من المخيمات، بهدف تزويدهم بالمهارات اللازمة لسوق العمل.

## الاقسام
1. قسم الاتصلات
2. قسم ميكاترونيكس/صيانة المصاعد الكهربائية
3. قسم صيانة الأجهزة الخلوية
4. قسم صيانة الحاسوب و الشبكات
5. قسم التبريد والتكييف
6. قسم تمديدات الكهربائية وتوزيع القوى
7. قسم صيانة الأجهزة المكتبية
8. قسم الكترونيات وكماليات السيارات
9. قسم التجارة وصناعة الأثاث
10. قسم الديكور وتشطيبات البناء
11. قسم ميكاترونكس السيارات (بنزين)
12. قسم تعديل اجسام السيارات ودهانها
13. قسم الاخراطة واللحام وتفصيل الألمنيوم
14. قسم الحدادة واللحام وتصنيع الأثاث المعدني وتفصيل الألمنيوم
15. قسم التمديدات الصحية والتدفئة المركزية
16. قسم ميكانيكا الديزل والألات الزراعية الثقيلة
17. قسم تفصيل الألمنيوم

## الخدمات
توفر الكلية خدمات متعددة للطلبة، بما في ذلك:
- السكن الداخلي للطلبة من خارج رام الله
- خدمات صحية تشمل وجود ممرض مقيم
- خدمات إرشاد وتوجيه مهني لمساعدة الطلبة في التدريب والانخراط في سوق العمل

يبلغ عدد الطلبة المسجلين في الكلية حوالي 270 طالبًا، ويتراوح عدد الخريجين السنوي بين 250 و300 خريج.

## التحديات
تواجه الكلية تحديات متعددة، أبرزها التحريض الإسرائيلي على وكالة الأونروا ومرافقها في القدس، بما في ذلك كلية تدريب قلنديا. في عام 2024، طالبت بلدية الاحتلال في القدس بإخلاء الكلية، مدعية أنها أقيمت على أرض تم شراؤها من قبل يهود في بداية القرن العشرين.